# Sever
Košice-Sever („Nord“) ist ein Stadtteil von Košice, im Okres Košice I in der Ostslowakei nördlich der Innenstadt und mit Abstand flächenmäßig größter Stadtteil.

## Allgemeines

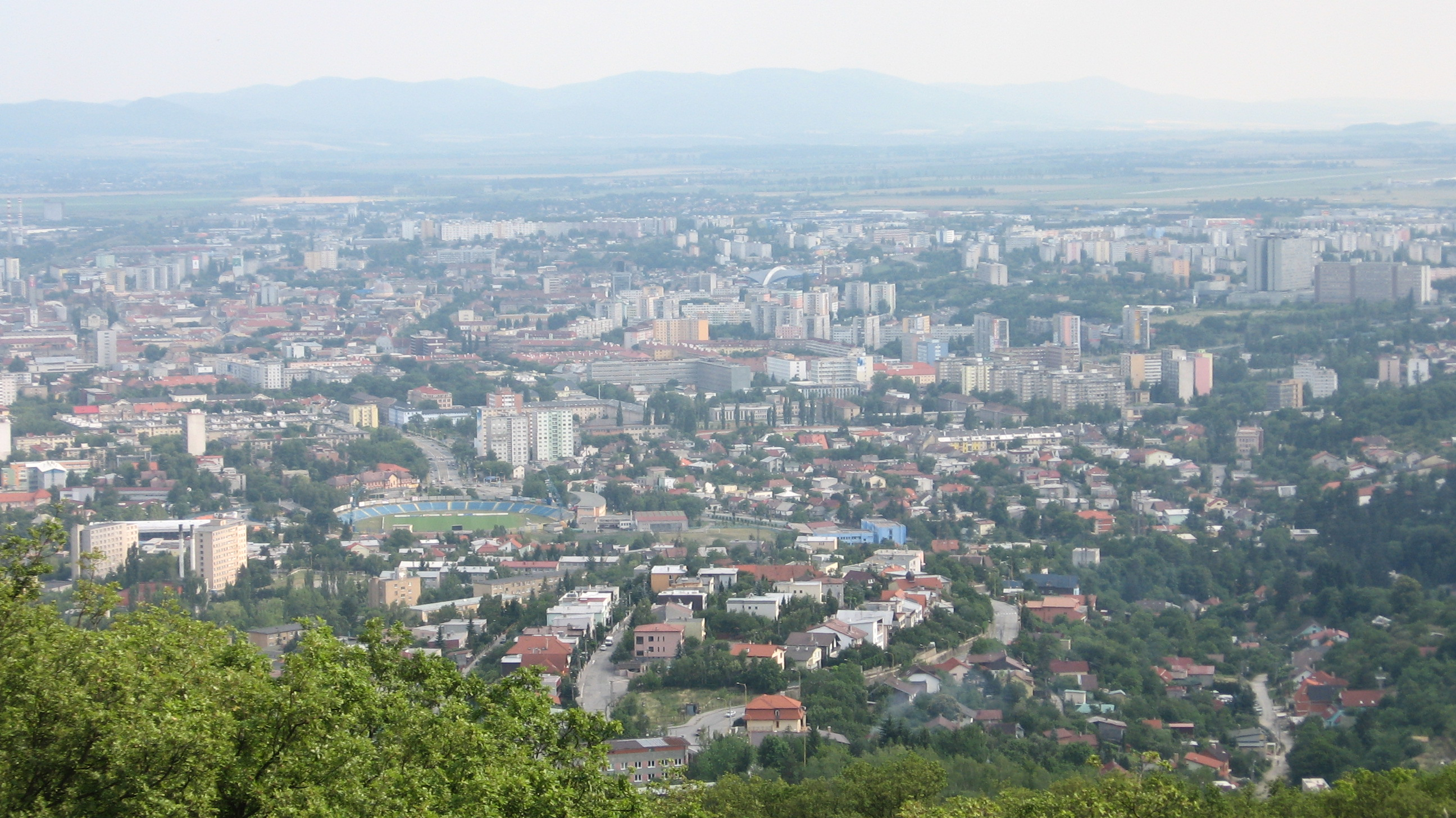
Blick auf Košice vom Aussichtsturm am Berg Hradová, mit dem Stadtteilgebiet im Vordergrund

Der Stadtteil beherbergt viele Ausflugsziele der Stadteinwohner, zusammen mit dem Nachbarstadtteil Kavečany. Hierzu gehören der Berg Hradová mit Ruine der Kaschauer Burg und einem Aussichtsturm, Erholungsstätten Bankov, Jahodná und Anička, die Museumseisenbahn im Čermeľ-Tal, Golfplatz in Alpinka sowie Rad- und Wanderwege östlichsten Teil des Slowakischen Erzgebirges. Im bebauten Gebiet befindet sich das Štadión Lokomotíva, das Eisstadion Crow Arena, der Komenský-Park (slowakisch Park Komenského) und der Botanische Garten Košice, zwei Universitäten (Technische Universität Košice, Veterinärmedizinische Universität Košice) und der Kalvarienberg.
Er besteht aus den 3 Katastralgemeinden Čermeľ (26,71 km² Fläche), Kamenné (19,49 km² Fläche) und Severné Mesto („Nordstadt“, 8,46 km² Fläche).

## Bevölkerung
Nach der Volkszählung 2011 wohnten im Stadtteil Sever 20.368 Einwohner, davon 14.679 Slowaken, 681 Magyaren, 158 Tschechen, 111 Russinen, 104 Roma, 66 Ukrainer, 55 Deutsche, 20 Russen, 17 Mährer, 12 Bulgaren, jeweils 10 Juden und Serben, sechs Polen und zwei Kroaten. 44 Einwohner gaben eine andere Ethnie an und 4394 Einwohner machten keine Angabe zur Ethnie.
8264 Einwohner bekannten sich zur römisch-katholischen Kirche, 1101 Einwohner zur griechisch-katholischen Kirche, 790 Einwohner zur Evangelischen Kirche A. B., 442 Einwohner zur reformierten Kirche, 191 Einwohner zur orthodoxen Kirche, 33 Einwohner zur jüdischen Gemeinde, 69 Einwohner zu den Zeugen Jehovas, 49 Einwohner zur evangelisch-methodistischen Kirche, 30 Einwohner zur apostolischen Kirche, 24 Einwohner zu den christlichen Gemeinden, 17 Einwohner zu den Baptisten, 13 Einwohner zur Brüderbewegung, 10 Einwohner zur tschechoslowakischen hussitischen Kirche, jeweils sieben Einwohner zur Bahai-Religion und zu den Siebenten-Tags-Adventisten,  drei Einwohner zur altkatholischen Kirche, zwei Einwohner zur neuapostolischen Kirche und ein Einwohner zu den Mormonen. 107 Einwohner bekannten sich zu einer anderen Konfession, 3723 Einwohner waren konfessionslos und bei 5485 Einwohnern wurde die Konfession nicht ermittelt.